# Evan Bouchard
Evan Bouchard (né le 20 octobre 1999 à Oakville dans la province de l'Ontario au Canada) est un joueur canadien de hockey sur glace. Il évolue au poste de défenseur.

## Biographie
Bouchard est repêché en 1er ronde, 17e choix au total, par les Knights de London lors du repêchage 2015 de la LHO. En 2017-2018, à sa 3e année avec les Knights, il est nommé capitaine de l'équipe. À la fin de la saison 2017-2018, il est l'un des finalistes pour le trophée Max-Kaminsky qui est remis au meilleur défenseur et le trophée Red-Tilson qui est remis au joueur par excellence de la LHO.
Éligible au repêchage d'entrée dans la LNH 2018, il est choisi au 10e rang au total par les Oilers d'Edmonton. Le 17 juillet 2018, il signe un contrat d'entrée d'une durée de 3 ans avec les Oilers.
Le 25 octobre 2018, il devient le plus jeune défenseur de l'histoire des Oilers à inscrire un but, dans une victoire 4-1 contre les Capitals de Washington.

## Statistiques

### En club
| Saison     | Équipe                 | Ligue             |     | Saison régulière | Saison régulière | Saison régulière | Saison régulière | Saison régulière |    | Séries éliminatoires | Séries éliminatoires | Séries éliminatoires | Séries éliminatoires | Séries éliminatoires |
| Saison     | Équipe                 | Ligue             | PJ  | B                | A                | Pts              | Pun              | PJ               | B  | A                    | Pts                  | Pun                  |                      |                      |
| 2015-2016  | Knights de London      | LHO               | 43  | 2                | 15               | 17               | 24               | 10               | 0  | 2                    | 2                    | 2                    |                      |                      |
| 2016-2017  | Knights de London      | LHO               | 68  | 11               | 33               | 44               | 24               | 14               | 3  | 4                    | 7                    | 6                    |                      |                      |
| 2017-2018  | Knights de London      | LHO               | 67  | 25               | 62               | 87               | 54               | 4                | 1  | 4                    | 5                    | 6                    |                      |                      |
| 2018-2019  | Oilers d'Edmonton      | LNH               | 7   | 1                | 0                | 1                | 2                | -                | -  | -                    | -                    | -                    |                      |                      |
| 2018-2019  | Condors de Bakersfield | LAH               | -   | -                | -                | -                | -                | 8                | 3  | 5                    | 8                    | 6                    |                      |                      |
| 2018-2019  | Knights de London      | LHO               | 45  | 16               | 37               | 53               | 40               | 11               | 4  | 17                   | 21                   | 6                    |                      |                      |
| 2019-2020  | Condors de Bakersfield | LAH               | 54  | 7                | 29               | 36               | 42               | -                | -  | -                    | -                    | -                    |                      |                      |
| 2020-2021  | Södertälje SK          | HockeyAllsvenskan | 23  | 6                | 11               | 17               | 76               | -                | -  | -                    | -                    | -                    |                      |                      |
| 2020-2021  | Oilers d'Edmonton      | LNH               | 14  | 2                | 3                | 5                | 2                | -                | -  | -                    | -                    | -                    |                      |                      |
| 2021-2022  | Oilers d'Edmonton      | LNH               | 81  | 12               | 31               | 43               | 28               | 16               | 3  | 6                    | 9                    | 4                    |                      |                      |
| 2022-2023  | Oilers d'Edmonton      | LNH               | 82  | 8                | 32               | 40               | 28               | 12               | 4  | 13                   | 17                   | 4                    |                      |                      |
| 2023-2024  | Oilers d’Edmonton      | LNH               | 81  | 18               | 64               | 82               | 32               | 25               | 6  | 26                   | 32                   | 22                   |                      |                      |
| Totaux LNH | Totaux LNH             | Totaux LNH        | 265 | 41               | 130              | 171              | 92               | 53               | 13 | 45                   | 58                   | 30                   |                      |                      |

### En équipe nationale
| Année | Équipe     | Compétition                 |   | PJ | B | A | Pts | Pun           |  | Résultat |
| 2015  | Canada U17 | Défi mondial -17 ans        | 6 | 1  | 5 | 6 | 4   | Médaille d'or |  |          |
| 2016  | Canada U18 | Mémorial Ivan Hlinka        | 4 | 0  | 0 | 0 | 0   | 5e place      |  |          |
| 2019  | Canada U20 | Championnat du monde junior | 5 | 0  | 3 | 3 | 0   | 6e place      |  |          |